# Радошковичский район
Радошко́вичский район (бел. Радашковіцкі раён) — административно-территориальная единица в Белорусской ССР в 1940—1960 годах, входившая в Вилейскую, затем — в Молодечненскую область.

## История
Радошковичский район был образован в Вилейской области 15 января 1940 года, в октябре установлено деление на 16 сельсоветов. С 20 сентября 1944 года — в Молодечненской области. 16 июля 1954 года пересмотрено деление района на сельсоветы.
20 января 1960 года Радошковичский район был упразднён одновременно с упразднением Молодечненской области, его территория разделена между Воложинским и Молодечненским районами.
В состав Молодечненского района Минской области переданы сельсоветы Володьковский, Городокский, Дубровский, Красненский, Сычевичский, Ушевский и городской посёлок Радошковичи с подчинёнными поселковому Совету населёнными пунктами; в состав Воложинского района Минской области — Гиревичский, Петровщинский, Раковский и Яршевичский сельсоветы.
Население района по переписи 1959 года составляло 40 711 человек.

## Внутреннее деление
1940—1954 гг.
- г. п. Радошковичи;
- г. п. Красное;
- г. п. Раков;
- Белевский сельсовет;
- Борокский сельсовет;
- Володьковский сельсовет;
- Выгоничский сельсовет;
- Гиревичский сельсовет;
- Городокский сельсовет;
- Граничский сельсовет;
- Дубровский сельсовет;
- Есьмановецкий сельсовет;
- Залесский сельсовет;
- Петровщинский сельсовет;
- Прончейковский сельсовет;
- Сычевичский сельсовет;
- Улановщинский сельсовет;
- Ушевский сельсовет;
- Ярошевичский сельсовет.

1954—1960 гг.
- г. п. Радошковичи;
- Володьковский сельсовет;
- Гиревичский сельсовет;
- Городокский сельсовет;
- Дубровский сельсовет;
- Красненский сельсовет;
- Петровщинский сельсовет;
- Раковский сельсовет;
- Сычевичский сельсовет;
- Ушевский сельсовет;
- Ярошевичский сельсовет.